# Mario Evaristo
Marino Evaristo, conhecido como Mario Evaristo (Buenos Aires, 10 de dezembro de 1908 – Quilmes, 30 de abril de 1993) foi um futebolista argentino. Era apelidado de El Galgo.
Era o Irmão caçula do também futebolista Juan Evaristo.
Foi vice-campeão, pela seleção de seu país, da Copa do Mundo de 1930, realizada no Uruguai.

## Carreira
Defendeu o Boca Juniors entre 1926 e 1931, logrando no período três títulos argentinos, incluindo a última volta olímpica amadora (1930), emendada com a do primeiro torneio oficialmente profissional, em 1931. Desentendeu-se com dirigentes do Boca e deixou os xeneizes em 1932, voltando anos mais tarde para ser técnico dos juvenis.
Seguiu carreira no Sportivo Barracas na liga amadora, depois indo ao Genoa e ao futebol francês.
Em 1938, junto de Enrique Vernieres e Américo Menutti, vieram fazer um teste no Santos, onde atuaram em um amistoso em 3 de novembro de 1938, contra o Flamengo na Vila Belmiro, onde Evaristo precisou sair mais cedo por uma distensão. O trio agradou o treinador Fernando Giudicelli, que propôs um contrato inicial de três meses, mas Evaristo veio a solicitar posteriores ajustes que desagradou Fernando, que interpretou a atitude como descumprimento de palavra.

### Títulos
Boca Juniors
- Campeonato Argentino:  1926, 1930, 1931
- Copa Estímulo: 1926

Sportivo Barracas
- Campeonato de la AAAF: 1932

Seleção Argentina
- Copa América: 1929